# Magnolia elliptigemmata
Magnolia elliptigemmata este o specie de plante din genul Magnolia, familia Magnoliaceae, descrisă de C.L.Guo și L.L.Huang. Conform Catalogue of Life specia Magnolia elliptigemmata nu are subspecii cunoscute.